# 디스커버리 (영국의 텔레비전 프로그램)
디스커버리(Discovery)는 덩컨 댈러스(Duncan Dallas)에 의해 기획된 다큐멘터리 TV프로그램으로, 1974년 잉글랜드에서 처음 방영되었다.
이 프로그램의 첫 번째 일화는 신경과 의사 올리버 색스(Oliver Sacks)에 의해 묘사된 뇌염후 파킨슨 증후군 환자에 관한 것이었다. 이 다큐멘터리는 1978년 미국 영상 축제에서 레드 리본(2등상)을 수상하였으며, 1978년 국제 사회복귀 영상 축제에서 대상을 수상하였다.